# 엘라지즈주

엘라즈으주의 위치

엘라즈으주(튀르키예어: Elâzığ ili)는 튀르키예 동부에 위치한 주로, 동아나톨리아 지역에 속한다. 주도는 엘라즈으이며 면적은 8,455km2, 인구는 2018년 기준 595,639명, 자동차 번호는 23번, 시외전화 지역번호는 00424번이다. 11개 군을 관할한다. 유프라테스강의 발원지가 위치하며 주 전체 면적 가운데 826km2는 저수지와 자연 호수이다.